# Páramo
Páramo je različica ekosistema alpske tundre. Nekateri ekologi opisujejo páramo širše kot »vsa visoka, tropska, montanska vegetacija nad gozdno mejo«.  Ožji izraz razvrsti páramo glede na regionalno umestitev v severne Ande Južne Amerike in pridruženo južno Srednjo Ameriko. Páramo je ekosistem regij nad stalno gozdno mejo, vendar pod stalno snežno mejo. Gre za »neotropni visokogorski biom z vegetacijo, sestavljeno predvsem iz velikih rozetnih rastlin, grmovja in trav«. Po mnenju znanstvenikov so lahko páramos »evolucijska vroča točka« in med najhitreje razvijajočimi se regijami na Zemlji.

## Položaj
Globalna ekoregija Severnoandski paramo vključuje páramo Cordillera Central (Ekvador, Peru), páramo Santa Marta (Kolumbija), páramo Cordillera de Merida (Venezuela) in severnoandski páramo (Kolumbija, Ekvador) zemeljske ekoregije. 
Páramo Costa Rican v Kostariki in Panami je še ena ekoregija páramo. 
V najstrožjem smislu tega izraza so vsi páramo ekosistemi v neotropih, zlasti Južni in Srednji Ameriki, razpršeni po regijah med 11 ° J in 8 ° J, so v glavnem na severozahodnem delu Južne Amerike, v Kolumbiji, Ekvadorju, Peruju in Venezueli.
V Venezueli se páramo pojavi v Cordilleri de Mérida. Ekosistem páramo najdemo tudi v Sierri Nevadi de Santa Marta v Kolumbiji ter v regijah Huehuetenango in El Quiché v Gvatemali v Sierra de los Cuchumatanes . Cordillera de Talamanca v Kostariki in zahodni del Paname. V severnem Ekvadorju je Biološka postaja Guandera precej nemoten ekosistem páramo.
Večina páramo ekosistemov se pojavlja v kolumbijskih Andih. Sumapaz Páramo, južno od Altiplano Cundiboyacense na vzhodnih območjih kolumbijskih Andov (približno 20 km južno od Bogote), je največji páramo na svetu. Ta regija je bila leta 1977 razglašena za Narodni park Kolumbije, ker je bil pomemben kot vroča točka biotske raznovrstnosti in glavni vir vode za najbolj gosto naseljeno območje države, Bogotá Savannah. V pokrajini San José v Kostariki je 5,7 km² veliko zaščiteno območje tropskega gozda na visokih nadmorskih višinah Talamanca, kot Páramo Wildlife Refuge Park. 
Narodni park Cotopaxi vsebuje 329,9 kvadratnih kilometrov zavarovanih zemljišč v pokrajini Cotopaxi v Ekvadorju. Veliko tega parka je páramo. Rastline so sviščevke, lisičjakovci, baldrijan in nebinovke, kot sta vrste Loricaria in Chuquiraga. 

## Podnebje
Páramo se nekoliko razlikuje glede na določeno lokacijo. V Kolumbiji in na severu Ekvadorja zračne mase iz medtropske konvergenčne cone (ITCZ) znatno vplivajo na podnebje in te regije so skozi celo leto običajno dosledno vlažne (približno 70-85 %) . Andi prav tako igrajo ključno vlogo v ozračju teh regij, saj povzročajo orografski dvig, v katerem se dvigne vlažni zrak. To ustvarja neprekinjeno vlago z dežjem, oblaki in meglo, pri čemer mnogi prejmejo več kot 2000 mm dežja letno.
Páramos najbolj severnih Andov Venezuele, severne Kolumbije in Kostarike doživljajo drugačno podnebje zaradi suhe dobe, ki jo povzročajo severovzhodni vetrovi. Južni Ekvador in severni Peru doživita najhujšo sušo, ker sta pod vplivom zračne mase iz Amazonskega bazena, ki sprošča svojo vlago na vzhodnih pobočjih in drugo zračno maso iz zahoda, na katero vpliva Humboldtov tok.
Na splošno je podnebje párama znano po dnevnih nihanjih temperature in vlažnosti. Medtem ko so na splošno hladni in vlažni ekosistemi, se pogosto pojavijo nenadne in drastične spremembe v vremenu, v katerem se gibljejo med temperaturami od pod lediščem do 30 ° C. To nihanje pogosto povzroča vsakodnevni ciklus zamrzovanja in odtajanja. Povprečne letne temperature ekosistemov páramo se gibljejo od 2 ° C do 36 ° C, s hladnejšimi temperaturami na višjih višinah.

## Tla
Tla v ekosistemih páramo se med seboj razlikujejo, večina pa je mlada in delno izsušena. Tla imajo relativno nizek pH zaradi obilja vlage in organske vsebnosti. Biološka vsebnost, tudi v motenih mestih, je zelo visoka, kar prispeva k zadrževanju vode v tleh. V hladnem in vlažnem vremenu je na voljo malo hranil zato je v tleh páramo produktivnost nizka . Tla v ekosistemih páramo so se zaradi človeške dejavnosti spremenila, zlasti zaradi požiganja rastlinja, da bi počistili zemljišče za pašo.
Tla v južnem ekvadorskem páramu so v veliki meri označena kot Andisols, Inceptisols, Histosols, Entisols in Mollisols. V zadnjem času je prišlo do porasta tal Andisol, predvsem zaradi večje vulkanske aktivnosti.  Ta tla imajo zelo visoko stopnjo zadrževanja vode, kar prispeva k povečanju pridelave in raznolikosti rabe tal. To zadrževanje vode, shranjene v tleh v višjih nadmorski višinah párama v Andih, omogoča oskrbo z vodo za andska naselja na nižjih nadmorskih višinah.

## Vegetacijske cone
Páramo so razdeljeni v ločene cone na podlagi nadmorske višine in vegetacijske strukture, pri čemer so tri glavne vrste vegetacije neenakomerno porazdeljene po različnih območjih.
Superpáramo je na najvišji višini in običajno velja za prehodno območje med višjim, trajnim snežnim območjem in spodnjim pasom páramo. Območje superpáramo je na splošno ozko in obstaja na vrhu golih skal in peščenih tal pri približno 4500-4800 m. Ima najnižjo temperaturo zraka, stopnjo padavin, zmogljivost zadrževanja tal in vsebnost hranil v vseh conah. Ima tudi najvišje ravni sončnega sevanja in nočne zmrzali. Zato mora biti vegetacija v superpáramu zelo odporna na tako hudo nihanje vremena. Temperature zraka so ponoči nizke in hladne, dnevna nihanja pa so večja od oscilacij mesečnih povprečij. Zaradi svoje lokacije na visokih gorah to območje najmanj moti človek in vsebuje najbolj endemične vrste v vseh conah. Flora vključuje Azorella pedunculata družine kobulnic (Apiaceae) in vrste iz družin nebinovk, metuljnic in vresovk (Ericaceae).
Najpogosteje opisano območje je travnat páramo. Trave pokrivajo velika gorska območja, medtem ko so druge rastline omejene na majhna območja na pobočjih in vrhovih zelo visokih gora. Izraz páramo se včasih uporablja za to posebno vrsto. Je kombinacija neprekinjene vegetacije in rastlinski pokrov »rumenkasto do oljčno-rjav« mrtvih in živih trav. Travnat páramo se razprostira od približno 3500—4100 m in je sestavljen iz večinoma šopastih trav. Na tem območju prevladujejo trave iz rodu Calamagrostis (šašulica) in Festuca (bilnica). Druga pogosta vegetacija je veliko in manjše grmičevje, revna drevesa, blazinate rastline, zelišča in cvetoče rastline. Zaradi lažjega dostopa in visokih trav na to območje bolj vpliva človek in trpi zaradi požigalništva in paše.
Subpáramo je najnižje in najbolj raznoliko območje. Na 3000—3500 m je grmovno prevladujoče območje, ki združuje tako travnat páramo zgoraj kot gozd spodaj. Skupaj z grmičevjem to območje vsebuje tudi majhna razpršena drevesa, ki postopoma prehajajo v trave in zelišča travnatega páramoja zgoraj. Rastlinske skupnosti v tem vegetacijskem območju prav tako vsebujejo grmovnice, ki so v glavnem sestavljene iz grmovja ali gozdne vegetacije, vključno z vrstami iz vrst Ilex (bodika), Ageratina (kačji koren) in Baccharis. Razdrobljeni gozdovi se lahko pojavijo v subpáramu zaradi mikroklimatskih ali vegetacijskih pogojev, vendar so bolj nenadne spremembe na splošno posledica antropogenih motenj, kot so rezanje, požiganje in paša. Zaradi teh velikih motenj se domneva, da subpáramo sestavljajo večinoma skupnosti sekundarne rasti. Visoka stopnja motenj prav tako otežuje opredelitev tega območja, saj ljudje navadno širijo območje za svoje potrebe že več kot sto ali tisoč let. To je spremenilo gozdne meje, ki jih pogosto spuščajo za nekaj sto metrov, kar je vplivalo tudi na habitate za mnoge živali.

## Živalstvo
Rastlinstvo páramoja zagotavlja zatočišče in habitat za različne sesalce, ptice, žuželke, dvoživke in plazilce. Nekatere živali, ki jih pogosto najdemo v teh ekosistemih so Culpeo (Lycalopex culpaeus)(včasih imenovan páramo volk), belorepi jelen (Odocoileus virginianus) in andski medved (Tremarctos ornatus), ki se občasno krmijo v visokem páramu z ugodno hrano, bromelijevkami (Puya bromeliads). V subpáramu najdemo nevretenčarje, kot so kobilice, ščurki, hrošči in muhe. Dvoživke so dobro dokumentirane, vključno salamandri, kot so vrste Bolitoglossa in žabe, kot je vrsta Eleutherodactylus. Plazilci so kuščarji rodov Stenocercus, Phenacosaurus in Proctoporus.
96 vrst ptic je »skupnih uporabnikov« habitatov páramoja, pri čemer je 41 vrstam to primarni habitat, 16 pa kot indikatorske vrste. Andski kondor je znan po svojem širokem razponu kril, vendar ni več pogost. Najštevilčnejše ptičje družine so orli, kolibriji, ptice kot je Seiurus aurocapilla, ščinkavci in tirančki.  Nekateri kolibriji prenašajo mrzlo podnebje tako, da gredo v »neke vrste nočno hibernacijo«.
Kolibriji, čebele in muhe so vsi pomembni opraševalci, medtem ko so ptice in manjši sesalci, kot so kunci in morski prašički, pomembni raznašalci semen. Mnogi od večjih sesalcev so redki zaradi lova.

## Človeški vpliv in podnebne spremebe
Ljudje so naseljevali andski páramo približno zadnjih 15.000 let. Krčenje gozdov je bilo obsežno in v nekaterih primerih, kot so severni Andi, je bilo odstranjenih 90-95 % gozdov. Druga mesta v Venezueli in Kolumbiji kažejo, da so se ljudje tam nastanili pred 800 leti in zemljo uporabljali za kmetijstvo in lov.
Ko so Evropejci prišli v Ameriko, so uvedli eksotične rastline in živali, ki so močno prizadele zemljo, zlasti govedo, ki so bile v začetku 18. stoletja uvedeno v páramo. Do 20. stoletja je vse večja populacija naseljencev povzročila povečano povpraševanje po zemljiščih in ustrezno poseganje v ekosistem párama. Ker je bilo za govedo potrebno več zemlje, so za čiščenje uporabljali požiganje zemlje, sčasoma pa so uničili tudi travo. Požiganje in paša sta poškodovala vegetacijo, tla, raznolikost vrst in zmogljivost zadrževanja vode. Na požganih in motenih mestih, ki so bile izvedene raziskave, koncentracije pH in fosforja v tleh so bile višje kot pri nepožganih mestih . Podnebne spremembe postajajo vse bolj pereče vprašanje za páramo ekosisteme. Rastoče populacije v Kolumbiji, Venezueli in Ekvadorju so prisilile naselitev v višjih višinah, kjer je več površina s páramom. Nedavni dogodki, kot so gradnja vodovodov, drenažni sistemi in ceste, rudarstvo in pogozdovanje, so bila velika dodatna motnja. Povečanje temperaturnih ekstremov prinaša veliko živalskih in rastlinskih vrst na višje višine, na koncu pa se lahko soočijo z izumrtjem. Flora párama je prilagojena posebnim pogojem in je zelo ranljiva celo za majhne podnebne spremembe. Podnebne spremembe v Andih povzročajo, da izginjajo ledeniki in manj padavin praktično suši páramo in posledično je manj vode za mesta, kot so Quito v Ekvadorju in Bogota v Kolumbiji.
Ustavno sodišče Kolumbije je 8. februarja 2016 prepovedalo vse rudarske operacije v páramih, pri čemer je dalo prednost zaščiti okolja in prekinilo 347 dovoljenj za rudarstvo, ki so imela operativne pravice v ekosistemu. 